# Gl'ingannati
Gl'ingannati è una commedia di autore anonimo del XVI secolo, precisamente del 1531, anno precedente alla sua prima rappresentazione (12 febbraio 1532 ultimo giorno di Carnevale), avvenuta nella città di Siena all'interno del Palazzo Comunale. La sua stesura è considerata un lavoro collettivo dell'Accademia degli Intronati di Siena, anche se alcuni studiosi attribuiscono la paternità dell'opera principalmente al filologo Lodovico Castelvetro, che fu Accademico degli Intronati, come confermerebbe anche l'ambientazione modenese.
L'Accademia si contraddistinse, nella prima fase di produzione drammaturgica, per le opere di una certa leggerezza comica che prediligevano come obiettivo il sesso femminile.
La prima pubblicazione dell'opera avvenne nel 1537 a Venezia.
Il genere di quest'opera è connesso in modo diretto alla produzione drammaturgica della commedia dell'arte: tra i personaggi sono infatti riconoscibili i "tipi" caratteristici delle commedie dell'epoca. L'opera ebbe vasta fortuna sul territorio italiano e straniero, tanto da divenire una delle fonti di ispirazione di William Shakespeare per la stesura della commedia La dodicesima notte.
La commedia senese fu tradotta e adattata in molte lingue. In Francia comparve come Les Abusés nel 1543, mentre fu tradotta in latino con il titolo Laelia (1595); in Spagna, Lope de Rueda ne propose un adattamento (Los engañados, 1567). Nel 1554 Matteo Bandello ricavò la novella XXXVI della seconda parte della sua raccolta (Nicuola innamorata di Lattantio va a servirlo vestita da paggio, e dopo molti casi seco si marita, e ciò che ad un suo fratello avvenne).

## Trama
Per sfuggire ad un matrimonio combinato, la tredicenne Lelia si traveste da ragazzo con il nome di Fabio e fugge dal convento in cui è stata rinchiusa dal padre Virginio. Entrata a servizio del cavaliere modenese Flamminio, di cui è innamorata, diviene il suo paggio, utilizzato da Flamminio per recapitare i suoi messaggi cortesi alla ereditiera Isabella, di cui è innamorato. Isabella a sua volta si invaghisce di colui che crede essere un paggio. Lelia non respinge le profferte di Isabella, allo scopo di allontanare definitivamente la donna da Flamminio.
A complicare la vicenda, giunge a Modena Fabrizio, fratello gemello di Lelia. La commedia assume toni boccacceschi quando Virginio, credendo di avere a che fare con la figlia travestita, rinchiude Fabrizio in casa di Gherardo, padre di Isabella, nella stanza di quest'ultima. Una volta rimasti soli, la ragazza, credendolo il paggio, gli si concede.
Flamminio, per parte sua, si infuria con il suo paggio per essersi lasciato corteggiare da Isabella, ma quando Lelia si rivela e confessa di aver agito per amore, si unisce a lei. Le scene erotiche delle due coppie sono narrate rispettivamente dalla fantesca Pasquina e da una giovane ragazza.

## Edizioni
- Ingannati comedia de gli Intronati recitata nei giuochi publici del carnovale in Siena, [Venezia], 1537.
- Gli ingannati degli Intronati, in Comedia del Sacrificio degli Intronati celebrato nei giuochi d'un carnovale in Siena, [Venezia], 1538.
- Gl'ingannati de gl'Intronati, in Comedia del Sacrificio de gli Intronati da Siena, In Vinegia, appresso Gabriel Giolito de' Ferrari, 1559.

### Edizioni moderne
- Accademici Intronati di Siena, La commedia degli Ingannati, edizione critica con introduzione e note di Florindo Cerreta, Firenze, Leo S. Olschki, 1980, ISBN 88-222-2958-4.
- Accademici Intronati di Siena, Ingannati comedia de gli Intronati recitata nei giuochi publici del carnovale in Siena, in Gl'ingannati con Il sacrificio e La canzone nella morte d'una civetta, prefazione di Nerida Newbigin, Sala Bolognese, Arnaldo Forni, 1984. (ristampa facsimilare dell'esemplare dell'edizione originale del 1537 conservato nella Herzog August Bibliothek di Wolfenbüttel)
- Accademia degli Intronati, Gl'Ingannati, a cura di Marzia Pieri, Corazzano, Titivillus, 2009, ISBN 978-88-7218-261-1.